# 新四日市ジャンクション
新四日市ジャンクション（しんよっかいちジャンクション）は、三重県四日市市にある新名神高速道路と東海環状自動車道を接続するジャンクション(JCT)である。

## 概要
E1A新名神高速道路とC3東海環状自動車道をつなぐY型のジャンクションである。四日市JCTから4.4 kmの近接した位置に設けられている。
当初計画では新四日市JCT（当時は四日市北JCTと称した）までが伊勢湾岸自動車道として計画されていたが、新名神高速道路のジャンクションとして開通した。なお、2016年（平成28年）8月11日の供用開始時点では新名神の当JCTより西側の区間が開通していなかったため、それまではジャンクションとしての機能は持たずに新名神高速と東海環状道の境界点としての位置付けとなっていた。
当JCTから東海環状自動車道全線の通行料金は大都市近郊区間の料金水準となる。
当ジャンクションから利用可能な東海環状自動車道のインターチェンジの料金所は、全てETC専用となっているため、現金車（一般車）は当ジャンクションを利用して新名神高速道路から東海環状自動車道に入ることが出来ない。

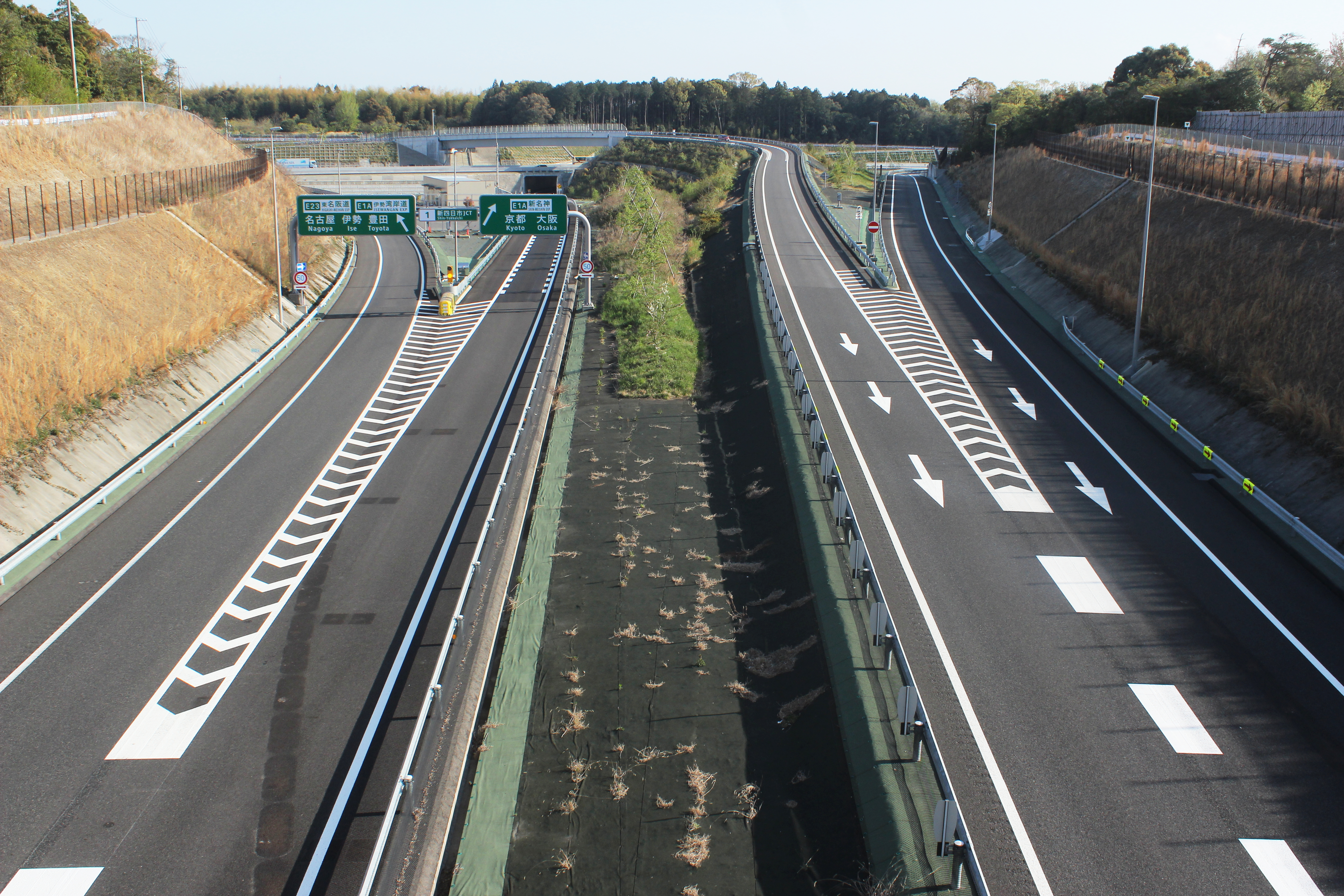
C3東海環状自動車道側から見る。
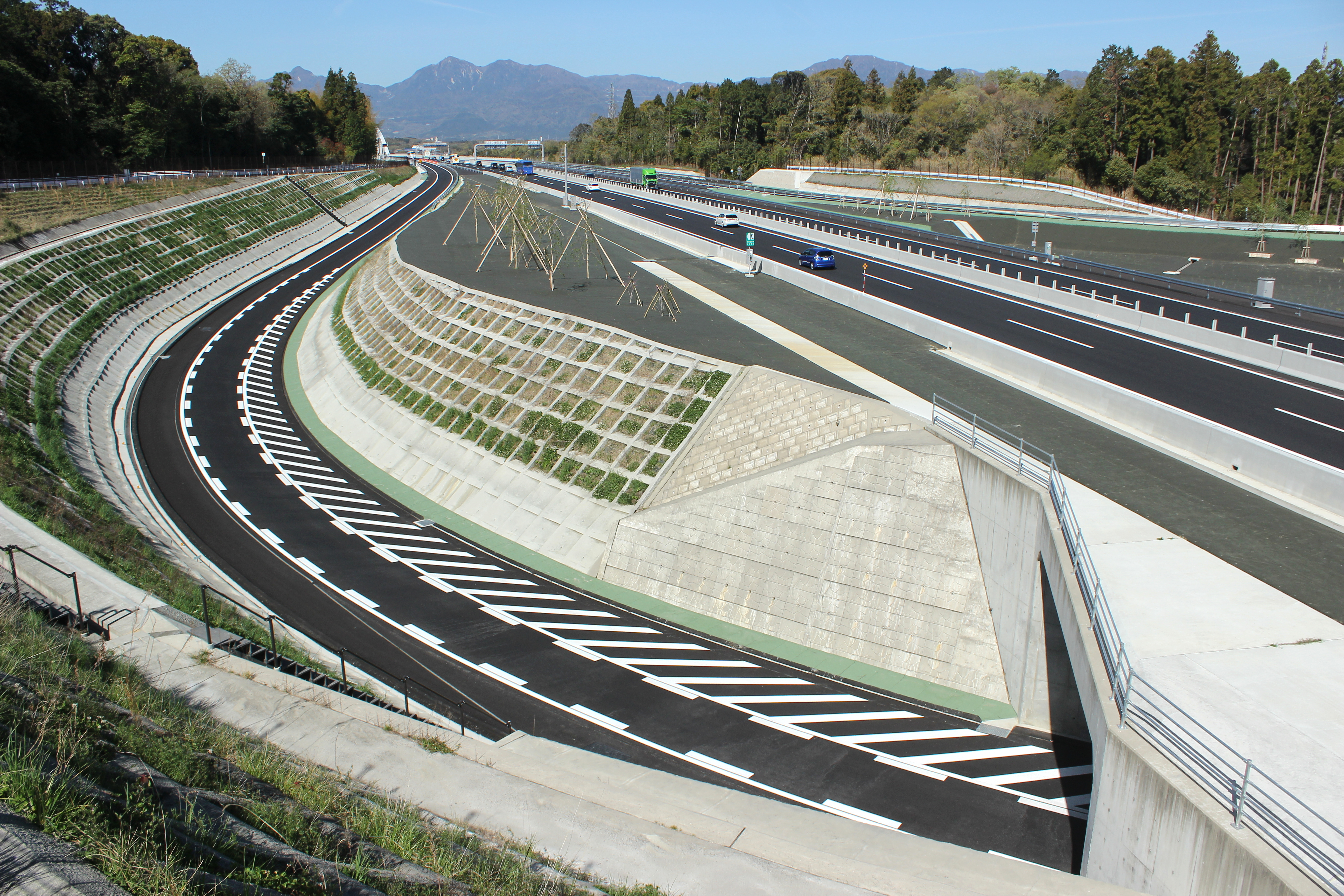
JCTから菰野IC方面を望む。奥は新朝明川橋。

## 歴史
- 2015年（平成27年）5月20日：当JCTの名称が「四日市北JCT」から「新四日市JCT」で正式決定[5]。
- 2016年（平成28年）8月11日：新名神高速道路・四日市JCT - 新四日市JCT間および東海環状自動車道・東員IC - 新四日市JCT間開通に伴い、供用開始[6]。
- 2019年（平成31年）3月17日：新名神高速道路・新四日市JCT - 亀山西JCT間開通[7]。

## 接続する道路
- E1A 新名神高速道路（1番）
- C3 東海環状自動車道

## 隣
E1A 新名神高速道路
(29-1) 四日市JCT - (1) 新四日市JCT - (2) 菰野IC
C3 東海環状自動車道
(20) 東員IC - (1) 新四日市JCT